# Chatrapur
Chatrapur – miasto w Indiach leżące w stanie Orisa w okręgu Ganjam na południu kraju. W 2001 roku miasto liczyło 20 288 mieszkańców.